# Spoorpont

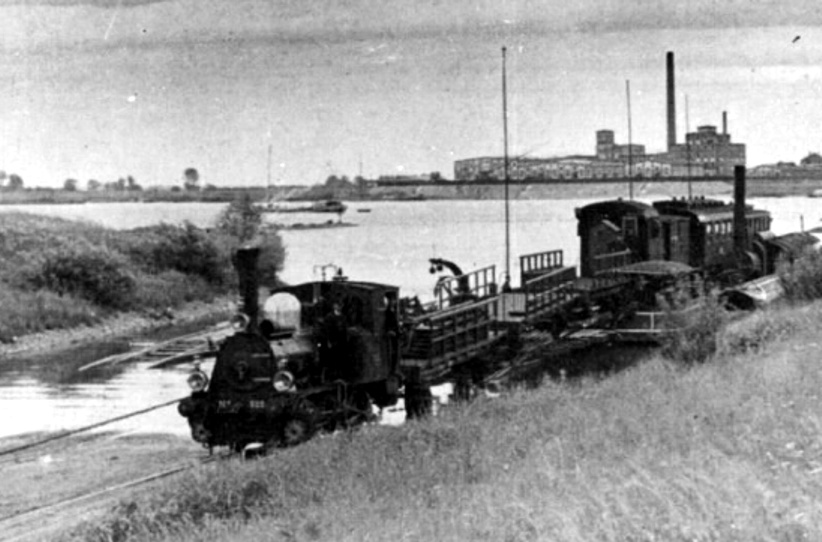
De spoorpont in de spoorlijn Zevenaar - Kleef (1913)

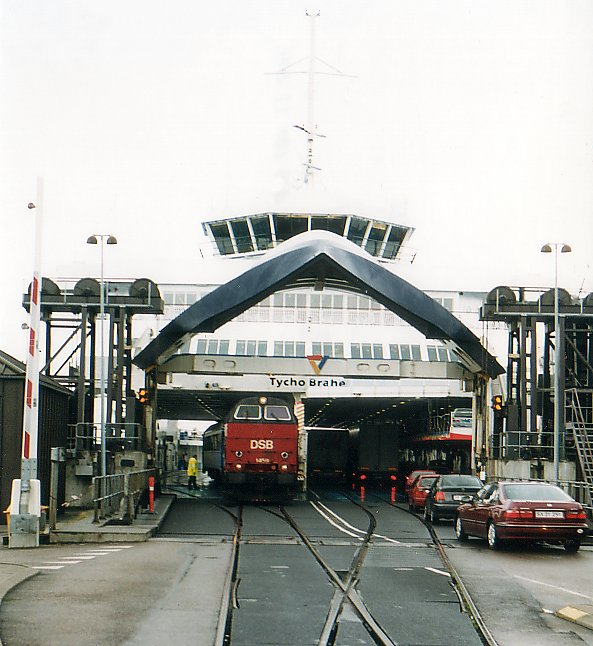
Spoorpont in de Deense Kustspoorlijn

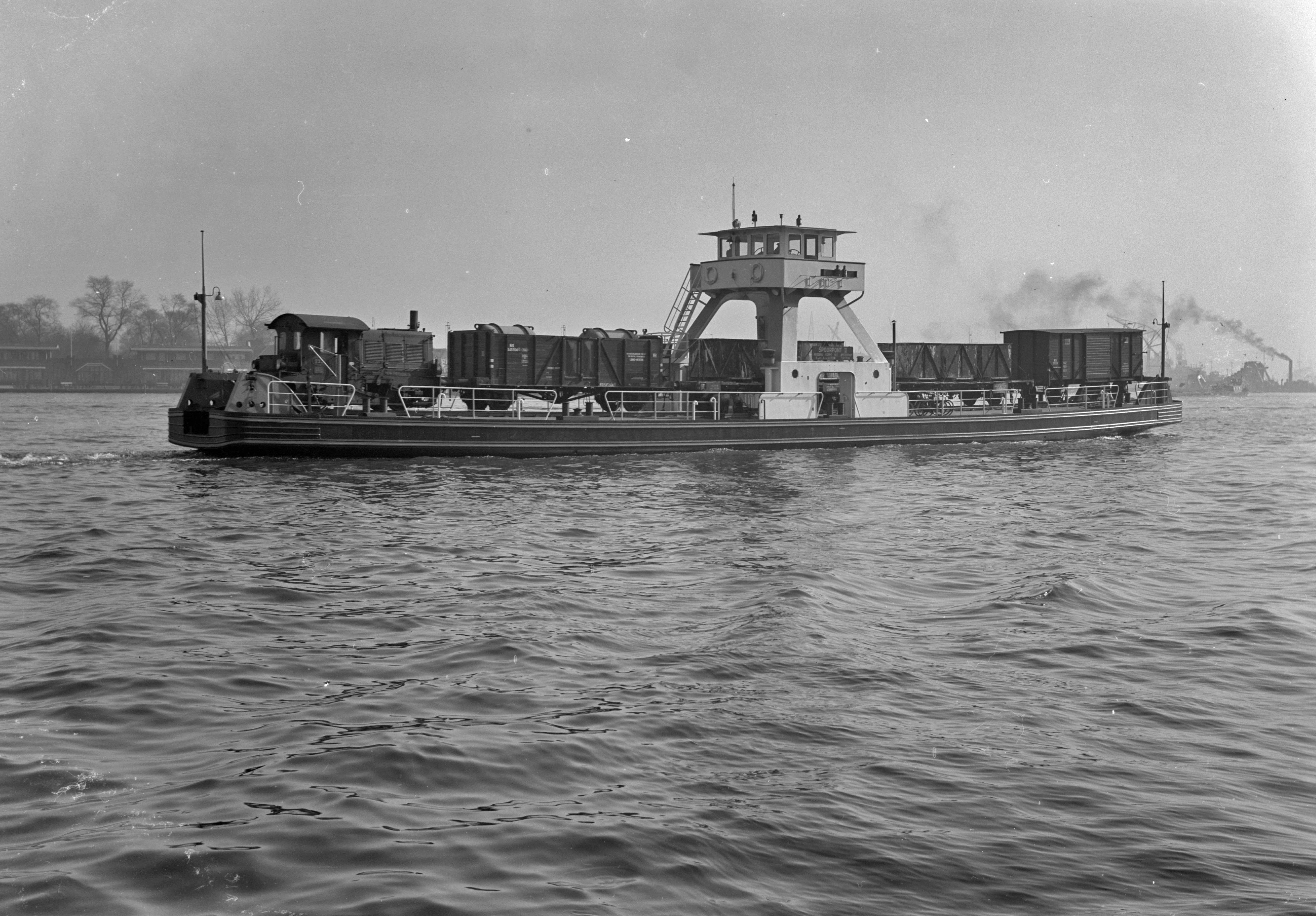
Spoorpont II van Rederij Koppe met enkele goederenwagens en een locomotor (serie 200-300) van de N.S. op het IJ tussen de Rietlanden en Amsterdam Noord

Een spoorpont of treinveer is een veerboot waarop railvoertuigen met passagiers en lading vervoerd kunnen worden. De veerstoep, de aanlegbrug en de boot zijn daartoe voorzien van rails. Vaak worden ook andere voertuigen overgezet. Kleine spoorponten vervoeren vaak geen locomotieven, vanwege het hoge gewicht daarvan. 

## Nederland
In Nederland was er van 1899 tot 1936 een spoorpont voor goederenwagons op de veerdienst Enkhuizen - Stavoren, tussen station Enkhuizen en station Stavoren. De veerverbinding is behouden gebleven en actief als toeristische attractie en vervoert alleen nog passagiers. 
De tramlijn Haarlem - Alkmaar stak met passagiers van 1906 tot 1924 met de Velserpont, toen een stoompont, het Noordzeekanaal over.
In Amsterdam voer een spoorpont van Reederij Koppe over het IJ tussen emplacement De Rietlanden naar het raccordement Distelweg in Amsterdam-Noord in de jaren 1914-1983. Vóór de Tweede Wereldoorlog plaatste op de Rietlanden een stoomlocomotief de goederenwagons op de pont. Aan de overzijde op het raccordement gebeurde het vervoer van de goederenwagen met behulp van een paard of lier. Vanaf de late jaren veertig van de twintigste eeuw ging met de eerste pont van een dag een locomotor van NS-serie 200/300 (Sik) mee die de wagens vervolgens transporteerde naar de verschillende aansluitingen van de bedrijven of naar een afgesproken plaats waar de wagens werden beladen of gelost. Met de laatste rit van de dag keerde de Sik terug naar de Rietlanden. Vanaf 1955 werd de pont ook gebruikt om wagens over te zetten van en naar het emplacement van Ketjen op de Nieuwendammerham. Al begin jaren 70 was bijna alle vervoer met de spoorpont van en naar Ketjen en was nog maar een fractie bestemd voor de Distelweg.
Tussen de Zeeuwse en Zuid-Hollandse eilanden werden spoorponten gebruikt om goederenwagons van de Rotterdamsche Tramweg Maatschappij over te zetten.

## Andere landen
- Nabij de Duits-Nederlandse grens was er van 1865 tot 1912 een spoorpont over de Rijn op de spoorverbinding Zevenaar - Kleef. Om militaire redenen mocht er geen brug gebouwd worden. De pont bleef tot 1926 in bedrijf, maar vervoerde vanaf 1912 geen spoorwagens meer.
- Van Sassnitz (Duitsland) naar Trelleborg (Zweden) v.v. (alleen goederen)
- De intercity's en nachttreinen tussen Sicilië en het vasteland van Italië gaan met een spoorpont over de Straat van Messina.
- Van Puttgarden (Duitsland) naar Rødby (Denemarken) v.v. voer tot eind 2019 een boot als onderdeel van de treinverbinding. Sinds december 2019 gaat de trein niet meer mee op de boot, maar rijdt (zonder noemenswaardig tijdsverlies) 160 kilometer om via land en bestaande bruggen en tunnels. Er wordt gewerkt aan een auto- en treintunnel, genaamd de Fehmarnbeltverbinding.